# Dicologlossa hexophthalma
La sogliola atlantica (Dicologlossa hexophthalma), nota anche come sogliola ocellata, è un pesce piatto marino appartenente alla famiglia dei Soleidi. Presenta un corpo ovale e allungato, caratterizzato da una colorazione marrone-rossastra con bande trasversali scure e sei macchie scure (ocelli) lungo le pinne dorsale e anale sul lato oculare, tre per lato. La lunghezza massima registrata è di 20 cm. 

## Distribuzione e habitat
La sogliola atlantica è diffusa lungo le coste del Portogallo, dell'arcipelago di Madeira, della costa occidentale dell'Africa da Mauritania a Sierra Leone, nel Golfo di Guinea, in Congo e in Angola. È presente anche nel Mar Mediterraneo occidentale. Abita acque poco profonde, ma è stata osservata anche a profondità fino a 150 metri.
Questa specie si nutre di piccoli organismi bentonici. È considerata una specie commestibile e viene pescata in alcune regioni per il consumo umano.

## Tassonomia
Dicologlossa hexophthalma è stata descritta per la prima volta da Edward Turner Bennett nel 1831 con il nome basionimo Solea hexophthalma. Successivamente, è stata classificata anche sotto i sinonimi Microchirus hexophthalmus e Quenselia hexophthalmus.